# Tadeusz Lasocki
Tadeusz Lasocki (ur. 28 listopada 1950 w Nowym Skarżynie) – polski polityk, przedsiębiorca, poseł na Sejm I kadencji.

## Życiorys
Członek PZPR w latach 1975–1981. W 1977 ukończył studia na Wydziale Rolniczym Akademii Rolniczej w Lublinie. Absolwent także studiów podyplomowych w Szkole Głównej Gospodarstwa Wiejskiego w Warszawie.
W latach 80. związany z „Solidarnością”. Był współtwórcą i przewodniczącym tworzeniu struktur związku w Wysokiem Mazowieckiem.
W latach 1990–1991 pełnił funkcję wicewojewody łomżyńskiego. Następnie sprawował mandat posła na Sejm I kadencji z listy Chrześcijańskiej Demokracji jako przedstawiciel Polskiego Forum Chrześcijańsko-Demokratycznego. Zasiadał w Komisji do Spraw Układu Europejskiego, Komisji Rolnictwa i Gospodarki Żywnościowej, Komisji Samorządu Terytorialnego. W 1993 bez powodzenia kandydował do Senatu jako niezależny, później wycofał się z bieżącej polityki. Zajął się prowadzeniem własnej działalności gospodarczej.
W 2005 sąd lustracyjny w Warszawie uznał jego oświadczenie lustracyjne (zaprzeczające współpracy ze służbami specjalnymi PRL) za zgodne z prawdą.

## Życie prywatne
Żonaty (żona Dominika), ma trzech synów (Dariusza, Pawła i Krzysztofa). Zamieszkał w Wysokiem Mazowieckiem.